# 아인 (영화)
《아인》(일본어: 亞人 아진[*])은 2017년에 개봉한 일본의 영화이다.

## 줄거리
평범한 의대생 ‘케이’(사토 타케루)는 교통사고 사망 직후 되살아나, 공식 보고된 세 번째 아인으로 정부의 감시를 받는다.
한편, 죽지 않는 아인을 잔혹한 비밀 생체실험에 이용해 온 정부 산하의 연구소가 정체를 알 수 없는 아인, ‘사토’(아야노 고)의 공격을 받고 ‘케이’는 그 틈을 타 자취를 감춘다.
정부와 인간에 대한 끔찍한 복수를 계획한 테러리스트 ‘사토’는 전국의 아인들을 소집하고, ‘케이’는 이를 막기 위해 끝을 알 수 없는 전쟁을 선포한다.
죽을수록 더욱 강해지는 아인 VS. 아인 절대 죽지 않는 그들의 무한 대결이 펼쳐진다!

## 캐스팅
- 사토 타케루 - 나가이 케이 역
- 아야노 고 - 사토 역
- 하마베 미나미 - 나가이 에리코 역
- 카와에이 리나 - 시모무라 이즈미역
- 타마야마 테츠지 - 토사키 유 역
- 시로타 유 - 타나카 코지 역
- 치바 유다이 - 오쿠야마 역
- 야마다 유키 - 타카하시 역
- 시나가와 히로시(일본어판)
- 요시유키 카즈코